# Governatorato di Mahdia
Il governatorato di Mahdia è uno dei 24 governatorati della Tunisia. Venne istituito nel 1974 e si trova nella parte orientale del paese; suo capoluogo è Mahdia.
Le città del governatorato sono:
- Bou Merdes
- Chebba
- Chorbane
- El Bradâa
- El Djem
- Essouassi
- Hebira
- Hiboun
- Hkaima
- Kerker
- Ksour Essef
- Mahdia
- Melloulèche
- Ouled Chamekh
- Rejiche
- Sidi Alouane
- Sidi Zid
- Tlelsa
- Zelba
- el saada